# Трнява
Трнява (словен. Trnjava) — поселення в общині Луковиця, Осреднєсловенський регіон, Словенія. 
Висота над рівнем моря: 344,1 м.